# Klein Behnitz
Klein Behnitz ist ein Ortsteil der Stadt Nauen im Landkreis Havelland in Brandenburg. Bis zum 26. Oktober 2003 war Klein Behnitz eine eigenständige Gemeinde, die dem damaligen Amt Nauen-Land angehörte.

## Lage
Klein Behnitz in der Beetzseerinne am Klein Behnitzer See im Osthavelland, etwa 12 Kilometer westsüdwestlich von Nauen. Durch den Ort fließt der Klinkgraben Behnitz, der den Klein Behnitzer See mit dem Groß Behnitzer See verbindet. Nördlich von Klein Behnitz schließt sich die Ribbecker Heide an. Die Gemarkung des Dorfes grenzt im Norden an Ribbeck, im Osten an Groß Behnitz, im Süden an Riewend, im Südwesten an Barnewitz, im Westen an Buschow und im Nordwesten an Möthlow.
Klein Behnitz liegt an der Kreisstraße 6308. Die Landesstraße 91 ist in Richtung Nauen etwa fünf und in Richtung Brandenburg an der Havel etwa sechs Kilometer entfernt. Die Bahnstrecke Berlin–Lehrte liegt teilweise auf der Gemarkung von Klein Behnitz.
Zu Klein Behnitz gehören die Wohnplätze Friedrichshof und Heineberg.

## Geschichte
Die erste Erwähnung einer Siedlung auf dem heutigen Gebiet von Klein Behnitz erfolgte im Jahr 1173 mit der Klinkmühle. Im Jahr 1335 wurde eine Siedlung mit dem Namen parva Bentz erstmals urkundlich erwähnt. Der aus den Slawischen Sprachen stammende Ortsname bedeutet etwa „Siedlung an einem See mit Buchten“ und bezieht sich auf die Lage am Klein Behnitzer See. 1375 wurde Klein Behnitz im Landbuch der Mark Brandenburg als Dorf bezeichnet. Zunächst stand der Ort unter der Herrschaft der Adelsfamilie von Rochow, später wurde das Rittergut von den Herren von Bardeleben übernommen.
Bis zum 25. Juli 1952 gehörte die Gemeinde Klein Behnitz zum Landkreis Osthavelland, der bis 1946 zur preußischen Provinz Brandenburg und danach zum Land Brandenburg in der Sowjetischen Besatzungszone und später der DDR gehörte. Seit 1952 gehörte Klein Behnitz zum Kreis Nauen (DDR-Bezirk Potsdam). Nach der Wiedervereinigung gehörte Klein Behnitz erst zum Landkreis Nauen und seit dem 6. Dezember 1993 zum Landkreis Havelland. Am 26. Oktober 2003 wurde Klein Behnitz im Zuge der Gemeindereform in Brandenburg in die Stadt Nauen eingemeindet.

## Einwohnerentwicklung
| Jahr | Einwohner |
| ---- | --------- |
| 1875 | 346       |
| 1890 | 315       |
| 1925 | 324       |
| 1933 | 301       |

| Jahr | Einwohner |
| ---- | --------- |
| 1939 | 291       |
| 1946 | 387       |
| 1950 | 468       |
| 1964 | 333       |

| Jahr | Einwohner |
| ---- | --------- |
| 1971 | 277       |
| 1981 | 213       |
| 1989 | 191       |
| 1992 | 188       |

| Jahr | Einwohner |
| ---- | --------- |
| 1997 | 191       |
| 2002 | 203       |
| 2016 | 210       |
| 2022 | 242       |

Gebietsstand des jeweiligen Jahres